# Jackson Quiñónez
Página web oficial
Jackson Quiñónez Vernaza (n. Esmeraldas, Ecuador; 12 de junio de 1980) es un atleta de 110 metros vallas,  de nacionalidad española. 

## Estudios académicos
Sus estudios secundarios los realizó en la Academia Naval Jambelí de Esmeraldas, en Ecuador.

## Representante de Ecuador
Representó a Ecuador hasta octubre de 2005, compitiendo en los Campeonatos Mundiales de Atletismo de 2003 y 2005 así como en los Juegos Olímpicos de Atenas 2004.

## Representante de España
Por requisitos de la IAAF no pudo competir por España hasta el año 2007 en el Campeonato Europeo de Atletismo en pista cubierta de Birmingham en la prueba de 60 metros vallas, en la que ganó la medalla de bronce.
Es campeón de España absoluto de 110 metros vallas al aire libre (2006-2007-2009) y de 60 metros vallas en pista cubierta (2006-2007-2008-2009). Esos 4 años ha acabado la temporada como primero en el ranking español de ambas pruebas.
En julio de 2006, en Zaragoza, consiguió la marca de 13.34 segundos. Al año siguiente rebajó su mejor marca personal a 13.33 en Osaka (Japón), tanto en semifinales como en la final del Cto. del Mundo Osaka 2007.
Posee el récord de España de 110 metros vallas al aire libre (13.33 en 2007) y el récord de España de 60 metros vallas en pista cubierta (7.52 en 2008).
Todavía ostenta los récords ecuatorianos tanto en 110 metros vallas con 13.44 segundos, como en salto de altura con 2,20 metros.
Mide 1,90 m y pesa 91kg. Actualmente, reside en Alcarrás (provincia de Lérida) y su entrenadora es Ascensión Ibáñez. Su club actual es el F. C. Barcelona. Anteriormente estuvo en el '
'Club Atletic Lleida-Universitat de Lleida (2001) y en el Integra 2 L'H C.N.B. (2002-2004).
En los Juegos Olímpicos de Pekín 2008 logró clasificarse para la final de 110 metros vallas, al obtener el tercer puesto con su mejor marca de la temporada (13,40) en la segunda de las semifinales, convirtiéndose en el primer español que lo logra en 24 años. En la final obtuvo el octavo puesto.
En los Juegos Mediterráneos Pescara 2009 consiguió la medalla de oro en los 110 metros vallas.

## Marcas personales
| Carrera           | Tiempo  | Fecha                    |
| ----------------- | ------- | ------------------------ |
| 60 metros vallas  | 7.52 s  | 24 de febrero de 2008    |
| 110 metros vallas | 13.33 s | 31 de septiembre de 2007 |
| 100 metros lisos  | 10.52 s | 1 de enero de 2000       |